# Пизакане, Карло (актёр)
Ка́рло Пизака́не (итал. Carlo Pisacane; 2 февраля 1889, Неаполь — 9 июня 1974, Рим) — итальянский актёр театра и кино, комик.
За свою долгую творческую карьеру, он снялся в девяноста семи фильмах, в основном в комических или популярных комедиях, играя роли второго плана.

## Биография
Родился в Неаполе 2 февраля 1889 года. Начинал актёрскую карьеру с театра, в неаполитанской любительской драматической труппе и почти одновременно дебютировал на большом экране. 
Его кинематографическая карьера началась ещё во времена немого кино. В 1916 году он снялся вместе с Тиной Пика в первых фильмах итальянского кинорежиссёра Эльвиры Нотари, в не указанной в титрах роли. 
За свою долгую творческую карьеру, в период с 1930-х по 1970-е годы, он снялся в девяноста семи фильмах, в основном в комических или популярных комедиях, играя роли второго плана или очень карикатурные.
Несмотря на уже сыгранные роли в нескольких фильмах, включая «Пайза» (1946) режиссёра Роберто Росселлини, экранизацию комедии Эдуардо Де Филиппо «Вор в раю» (1952) Доменико Паолелла, «Прекрасная мельничиха»  Марио Камерини (1955), кинематографическая известность к Карло Пизакане пришла поздно. Когда ему было уже за 60, и он смирился с долгой карьерой второстепенных и эпизодических ролей, многие из которых даже не были указаны в титрах, наступил его звёздный час.
В 1958 году режиссёр Марио Моничелли доверил ему роль воришки Пьерлуиджи Капаннелле, голодного старика из Болоньи, из не очень удачливой преступной банды в фильме «Злоумышленники, как всегда, остались неизвестны». Пожилой возраст, маленькое телосложение (рост Пизакане был всего 150 см), к которому присоединились впалое лицо, ставший просторным лоб, крупный нос, но прежде всего две большие ямки на щеках, типичные для беззубых людей, сделали его персонаж незабываемым и востребованным.

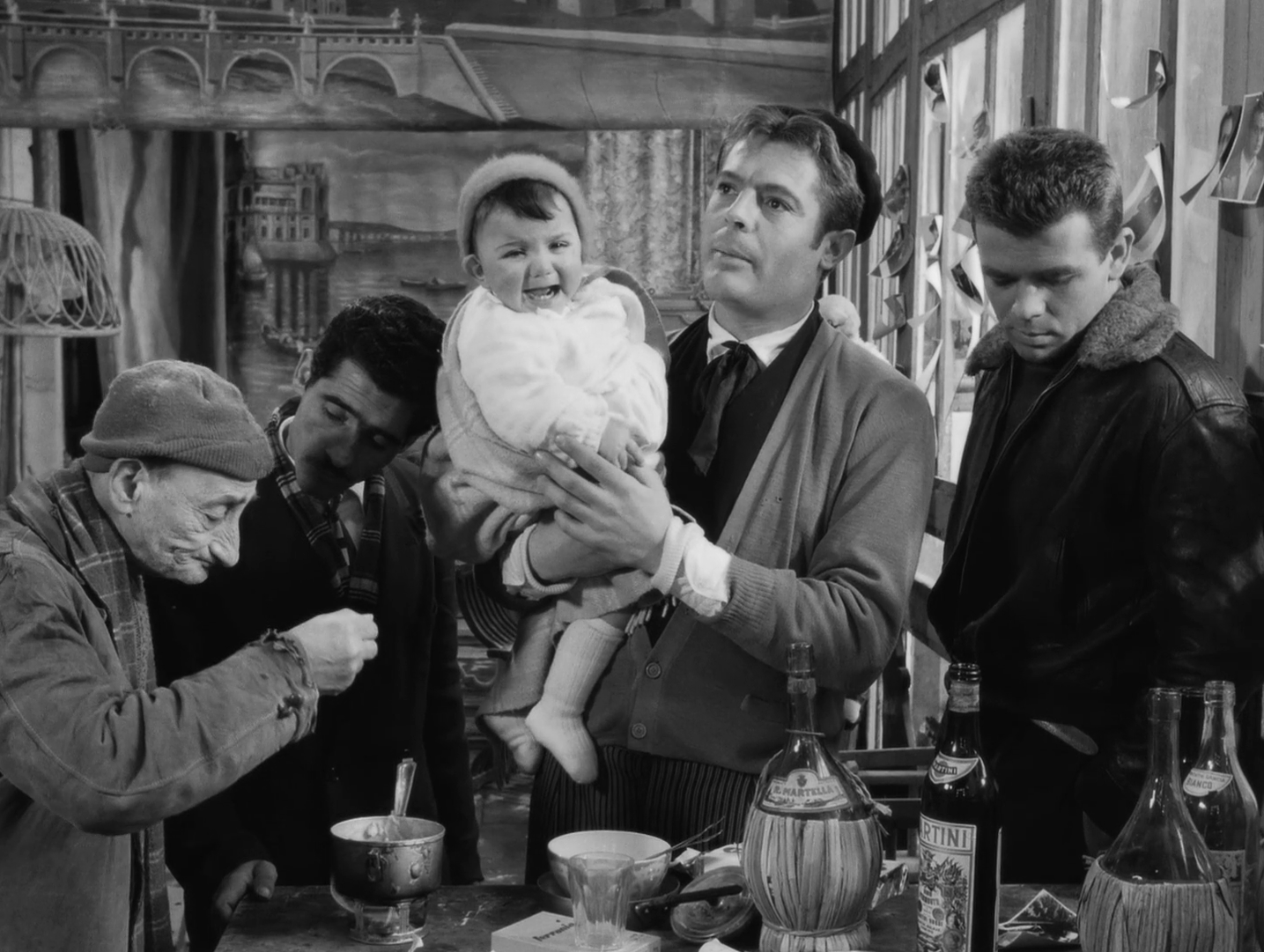
Карло Пизакане, Тиберио Мурджа, Марчелло Мастроянни и Ренато Сальватори в фильме «Злоумышленники, как всегда, остались неизвестны».

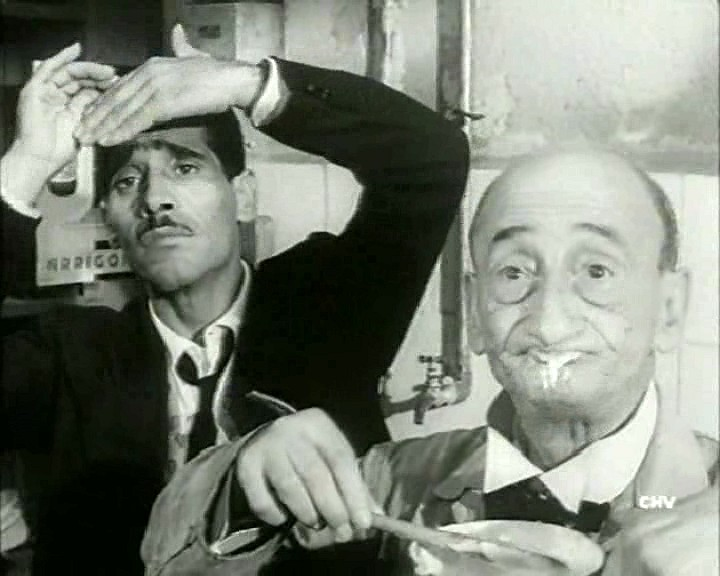
Тиберио Мурджа и Карло Пизакане в фильме «Дерзкий налёт неизвестных злоумышленников».

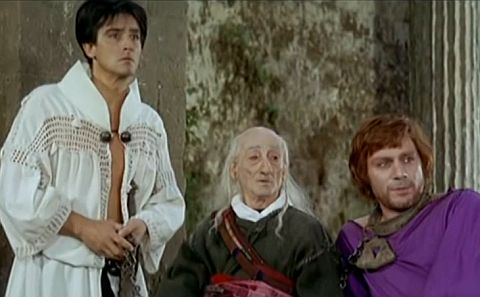
Витторио Гассман, Карло Пизакане и Джан Мария Волонте в фильме «Армия Бранкалеоне».

В 1959 году он также сыграл роль Капаннелле в успешном сиквеле «Дерзкий налёт неизвестных злоумышленников» Нанни Лоя. Это прозвище закрепилось за ним до такой степени, что оно появлялось в титрах некоторых фильмов вместо его настоящего имени, и его запомнили как Капаннелле.
В последующие годы он много снимался. Он был рядом с Альберто Сорди в фильме «Уличный регулировщик» Луиджи Дзампа (1960), в котором он сыграл пожилого отца полицейского Отелло Челлетти, а также вместе с Тото и Альдо Фабрици в фильме «Тото, Фабрици и нынешняя молодежь» (1960) Марио Маттоли.
В 1966 году он вернулся на большой экран с фильмом Марио Моничелли «Армия Бранкалеоне», сыграв роль престарелого нотариуса Зефирино Абакука. 
В 1968 году Пьер Паоло Пазолини пригласил его сыграть Брабанцио, отца Дездемоны, в оригинальном пересказе «Отелло», в эпизоде «Что такое облака?», в фильме «Каприз по-итальянски». 
В том же, 1968 году, он принял участие в итальянской рекламной телевизионной программе «Карозелло», рекламируя смазочное масло и бензин компании API (итал. Anonima Petroli Italiana). 
Он появится в работах Луиджи Дзампа, Марио Камерини, Франческо Рози (который представил его в роли ведьмы в фильме «Жила-была…»), Дино Ризи, Витторио Де Сика.
Свою кинематографическую карьеру Карло Пизакане завершил в 1972 году появлением в фильме Франко Дзеффирелли «Брат Солнца, сестра Луна».
Карло Пизакане умер 9 июня 1974 года в Риме.

## Фильмография
| Год  | Русское название                                | Оригинальное название                   | Режиссёр                           | Роль                                                   |
| ---- | ----------------------------------------------- | --------------------------------------- | ---------------------------------- | ------------------------------------------------------ |
| 1932 | Трапеза бедных                                  | La tavola dei poveri                    | Алессандро Блазетти                | бедняк                                                 |
| 1946 | Пайза                                           | Paisà                                   | Роберто Росселлини                 | старик из Джелы (эпизод 1 «Сицилия»)                   |
| 1952 | Вор в раю                                       | Un ladro in paradiso                    | Доменико Паолелла                  | тюремщик                                               |
| 1955 | Прекрасная мельничиха                           | La bella mugnaia                        | Марио Камерини                     | рассказчик (в титрах не указан)                        |
| 1958 | Злоумышленники, как всегда, остались неизвестны | I soliti ignoti                         | Марио Моничелли                    | Пьерлуиджи Капаннелле                                  |
| 1959 | Дерзкий налёт неизвестных злоумышленников       | Audace colpo dei soliti ignoti          | Нанни Лой                          | Пьерлуиджи Капаннелле                                  |
| 1961 | Как хорошо жить                                 | Che gioia vivere                        | Рене Клеман                        | дедушка Франки Фоссати                                 |
| 1961 | Я целую… ты целуешь                             | Io bacio… tu baci                       | Пьеро Виварелли                    | Дон Леопольдо                                          |
| 1965 | Джульетта и духи                                | Giulietta degli spiriti                 | Федерико Феллини                   | монах в доме Сузи                                      |
| 1965 | Сделано в Италии                                | Made in Italy                           | Нанни Лой                          | парковщик эпизод («Гражданине, государство и церковь») |
| 1965 | Этот безумный, безумный мир песни               | Questo pazzo, pazzo mondo della canzone | Бруно Корбуччи, Джованни Гримальди | свёкр Арольдо Тьери                                    |
| 1966 | Армия Бранкалеоне                               | L'armata Brancaleone                    | Марио Моничелли                    | Зефирино Абакук                                        |
| 1967 | Жила-была…                                      | C'era una volta                         | Франческо Рози                     | первая ведьма                                          |
| 1967 | Смерть верхом на лошади                         | Da uomo a uomo                          | Джулио Петрони                     | Холли Спринг, смотритель станции                       |
| 1969 | Тайна Санта-Виттории                            | The Secret of Santa Vittoria            | Стэнли Крамер                      | Капоферро                                              |
| 1970 | В день Господа                                  | Nel giorno del signore                  | Бруно Корбуччи                     | адвокат защиты                                         |
| 1972 | Брат Солнце, сестра Луна                        | Fratello sole, sorella luna             | Франко Дзеффирелли                 | священник                                              |